# Marc Bouloiseau
Marc Bouloiseau, né le 21 décembre 1907 à Airvault (Deux-Sèvres) et mort le 15 mai 1999 à Saumur (Maine-et-Loire), est un historien français d'Histoire contemporaine, spécialiste de la Révolution française.
Il se place dans un courant historique caractéristique des années 1945-1960, dont la grande figure est Albert Soboul, traitant la Révolution avec un point de vue très favorable aux Montagnards, notamment Robespierre et Saint-Just, courant auquel s'est opposé celui de François Furet et de ses épigones dans les années 1980-1990.

## Biographie

### Formation supérieure
Après le baccalauréat, il fait des études d'histoire à la faculté des Lettres de l'université de Paris (la « Sorbonne »).
En 1930, le professeur d'histoire contemporaine Albert Mathiez, spécialiste de la Révolution française, lui propose de travailler sur les biens nationaux de seconde origine.
Sous sa direction, Marc Bouloiseau rédige sa thèse principale de doctorat sur Le Séquestre et la vente des biens des émigrés dans le district de Rouen (1792–an X) ; sa thèse secondaire porte sur la Liste des émigrés, déportés et condamnés pour cause révolutionnaire dans le district de Rouen (1792–an X). Il soutient sa thèse en 1935, qui va être publiée en 1937. 
Mais finalement, il est non seulement docteur ès lettres, mais aussi docteur en droit et sociologie judiciaire et diplômé de l'École pratique des hautes études. 

### Carrière universitaire
Il devient maître-assistant à la Sorbonne, avant d'enseigner à l'Université de Nice et à l'Institut d'études politiques de Paris. 
Il contribue au développement de l'historiographie vers les questions sociales, par « l'étude des transferts socialement différentiels des plus-values produites à l’occasion de la grande mutation révolutionnaire » (Claude Mazauric), se plaçant dans le courant des historiens marxisants. 
Professeur d'histoire de la Révolution française à l'université de Rouen, il édite les cahiers de doléances des bailliages de Rouen, puis de Gisors. 

### Autres activités historiques
Il est membre, puis administrateur, de la Société des études robespierristes et secrétaire de la revue Annales historiques de la Révolution française de 1951 à 1959.
Il participe, en collaboration avec Albert Soboul et Jean Dautry, sous la direction de Georges Lefebvre, à l’édition des volumes consacrés aux discours dans les Œuvres de Maximilien Robespierre.
À partir de 1961, avec l’aide du préfet Pierre Chaussade et l’appui de Jean Vidalenc, professeur d’histoire contemporaine à l’université de Caen (puis de Rouen après sa création en 1965) et la collaboration active du nouveau directeur des archives départementales de Seine-Maritime, François Burckard, il réunit les historiens de Rouen pour revitaliser le Comité départemental de Seine-Maritime d’histoire de la Révolution française, devenu en 1986 Comité régional de Haute-Normandie.

## Publications
- Les Comités de surveillance du Havre-Marat, an II-an III, Rouen, Imprimerie Albert Lainé, 1936, 39 p.
- Le Séquestre et la vente des biens des émigrés dans le district de Rouen (1792-an X), thèse présentée pour le doctorat ès lettres devant la Faculté des lettres de Paris, Paris, M. Lavergne, 1937, XVI-379 p.
- Les Comités de surveillance des arrondissements parisiens (diplôme de la Section des sciences historiques et philologiques de l'École des hautes études), Paris, Mellotée, 1939, 88 p.
- Le XVIIIe siècle, révolution intellectuelle, technique et politique, 1715-1815, en collaboration avec Roland Mousnier et Ernest Labrousse, in Maurice Crouzet (dir.), Histoire générale des civilisations, tome V, Paris, PUF, 1953, 568 pages (rééd. en 1959, 1963, 1967, 1985).
- Robespierre, PUF, coll. « Que sais-je ? », 1957 (rééd. en 1961, 1965, 1971, 1976, 1987).
- Cahiers de doléances du Tiers-État du bailliage de Rouen pour les États généraux de 1789, publiés par Marc Bouloiseau, Paris, Presses universitaires de France, 1957-1960, 2 tomes, CLXVI-277 et 511 p.
- Le Comité de salut public (1793-1795), Paris, PUF, coll. « Que sais-je ? » (no 1014), 1962, 128 p. (rééd. 1968 et 1980).
- Étude de l'émigration et de la vente des biens des émigrés (1792-1830), instruction, sources, bibliographie, législation, tableaux, Paris, Bibliothèque nationale, Service de vente des catalogues, 1963, 179 p.
- Cahiers de doléances du Tiers état du bailliage de Gisors (secondaire de Rouen) pour les États généraux de 1789, présentés et annotés par Marc Bouloiseau et Bernard Chéronnet, Bibliothèque nationale, 1971, 272 p.
- Les Du Pont de Nemours, 1788-1799 : bourgeoisie et Révolution, préface de Guy Duboscq, Paris, Bibliothèque nationale, 1972, 250 p.
- Nouvelle histoire de la France contemporaine, t. 2 : La République jacobine (10 août 1792-9 thermidor an II), Paris, Le Seuil, coll. « Points histoire » (no 102), 1972, 290 p. (ISBN 2-02-000653-7, présentation en ligne).
- Cahiers de doléances du Tiers État du bailliage d'Andely, secondaire de Rouen, présentés et annotés par Marc Bouloiseau et Philippe Boudin, Rouen, Archives départementales de la Seine-Maritime, Comité départemental de la Seine-Maritime pour l'histoire économique et sociale de la Révolution française, 1974, 187 p.
- Délinquance et répression : le Tribunal correctionnel de Nice, 1800-1814, Paris, Bibliothèque nationale, coll. « Mémoires et documents », 1979, 313 p. (ISBN 2-7177-1517-7).